# Bothrops alternatus
Bothrops alternatus är en ormart som beskrevs av Duméril, Bibron och Duméril 1854. Bothrops alternatus ingår i släktet Bothrops och familjen huggormar. Inga underarter finns listade.
Arten förekommer från delstaterna Goiás och Minas Gerais i Brasilien över Paraguay och Uruguay till centrala Argentina. Honan lägger inga ägg utan föder levande ungar.